# Merbau (houtsoort)

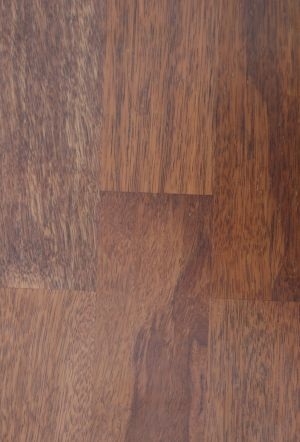
Merbau

Merbau  is een houtsoort die wordt geleverd door bomen van het geslacht Intsia (familie Leguminosae), die van nature voorkomen in Zuidoost-Azië en op tropische eilanden van de Grote Oceaan.  
Het hout is in kleur zeer variabel: van geel tot donkerbruin, al dan niet met donkerder delen. Het is sterk en duurzaam en wordt daarom veel gebruikt voor buitendeuren en kozijnen. Ook voor delen van sluizen en bruggen en parket dat heel intensief belopen wordt, wordt merbau toegepast. 
Als merbau nat wordt of in contact komt met wateroplosbare verf, kan het gaan "bloeden", het geeft een rode kleur af. Het is bijna altijd nodig het hout van een afsluitende laag te voorzien (met een niet-wateroplosbaar middel).

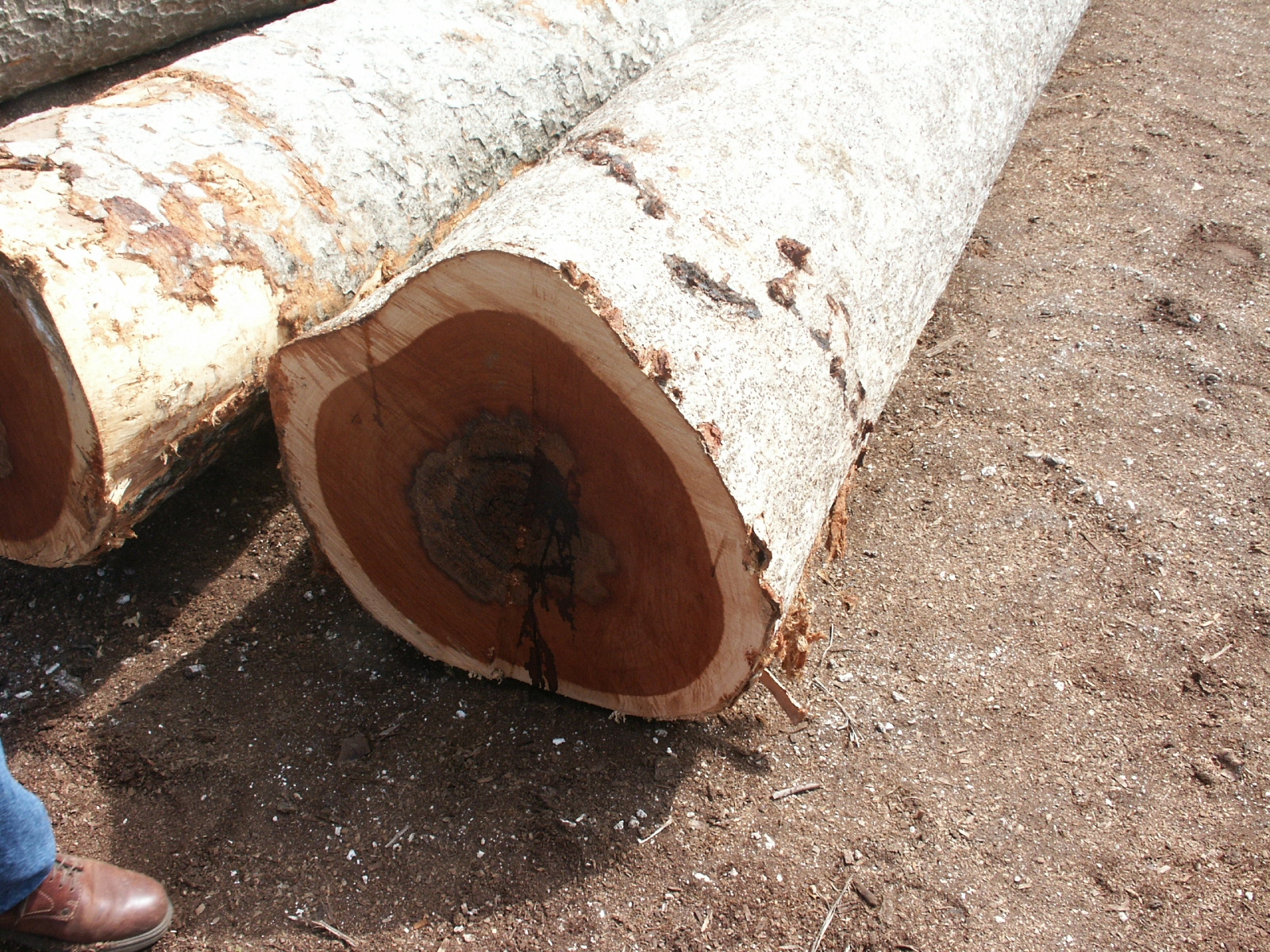
stammen